# Linn Jørum Sulland
Linn Jørum Sulland (Oslo, 1984. július 15. –) norvég válogatott kézilabdázó, jobbátlövő.

## Pályafutása

### Klubcsapatokban
Pályafutását az Idrettslagban kezdte, a norvég első osztályban pedig a Stabæk csapatában mutatkozott be 2002-ben, ezt követően pedig egyre gólerősebb játékával segítette csapatát. A 2005-2006-os szezonban 159 gólig jutott a bajnokság során, ezzel Linn-Kristin Riegelhuthtal megosztva gólkirálynő lett.
2009-ben igazolt a Larvik HK csapatához,  amellyel az ott töltött hat év alatt minden alkalommal megnyerték a bajnokságot és a kupát is. 2011-ben Európa legrangosabb nemzetközi kupáját, a Bajnokok Ligáját is elhódították, Sulland a kétfelvonásos döntős párharc második mérkőzésén 10 góljával döntő érdemeket szerzett csapata sikerében. Utolsó két ott töltött évében kevesebb játékidőt kapott, mert posztját meg kellett osztania a feltörekvő, tehetséges csapattársával, Nora Mørkkel.
A Győri Audi ETO KC 2014-ben jobbátlövő pozícióba leigazolta a 2013-as világbajnokság gólkirályát, Susann Müllert, akitől azonban a játékos magánéleti gondjai miatt idény közbenmeg kellett válniuk. Emiatt a győri csapatnak gyorsan nemzetközi szintű balkezes átlövőre lett szüksége, és a csapatában egyre kevesebb időhöz jutó Sullanddal sikerült is megegyezniük, így 2015-től egy szezonra leigazolták a norvég játékost. A szezon végeztével a bajnoki címet és Magyar Kupát nyerő Sulland visszatért Norvégiába, a Vipers Kristiansand csapatában folytatta pályafutását, a helyére pedig a győri csapat Nora Mørköt szerződtette.
Hamar a Vipers húzóembere lett, 2018-ban a bajnokságban és az EHF-kupában is gólkirály tudott lenni. Egy évvel később a norvég csapattal bejutott a Bajnokok Ligája négyes döntőjébe, 89 góljával pedig a sorozat legeredmnyesebb játékosa lett. 2021 májusában, a 2020–2021-es Bajnokok Ligája-sorozat négyes döntője előtt bejelentette, hogy az idény végén befejezi pályafutását. A Vipers megnyerte a Bajnokok Ligáját, a döntőben a francia Brestet legyőzve.

### A válogatottban
A norvég korosztályos válogatottal bronzérmet nyert a 2003-as junior-világbajnokságon.
A norvég felnőtt válogatottban 2004. március 26-án debütált, majd miutáma a 2005-ös világbajnokságot megelőzően Linn-Kristin Riegelhuth Koren és Vigdis Hårsaker is súlyos sérülést szenvedett, Sulland lehetőséget kapott, hogy részt vegyen élete első felnőtt világversenyén. A 2007-es női kézilabda-világbajnokságon ezüstérmes volt a válogatottal, de az ezt követő időszakban kihagyta a 2008-as olimpiát és az egy évvel későbbi világbajnokságot is, miközben 2008-ban és 2010-ben Európa-bajnokságot nyert. Utóbbi tornán az elődöntők előtt került be a nemzeti csapat keretébe.
A 2011-es női kézilabda-világbajnokságon Norvégia megszerezte 2. világbajnoki címét, Sulland pedig második helyen végzett a góllövőlistán 51 góljával. Egy évvel később, a londoni olimpián az aranyérmes norvégok egyik legjobbja volt, a Montenegró elleni döntőben tíz gólt szerzett. A 2014-es Európa-bajnokságot lábtörés miatt hagyta ki, majd 2015-ben másodszor is világbajnok lett, miután a norvégok harmadszor is az élen végeztek a tornán. Ezt követően egyre kevesebbet számítottak a játékára a válogatottnál, de 2018-ban újra meghívót kapott, és részt vett az Ezrópa-bajnokságon.
2007-ben tagja volt a stradkézilabda-Európa-bajnokságon résztvevő norvég csapatnak, és ő lett a torna gólkirálynője. 2009-ben tagja volt annak a csapatnak, amely ezüstérmet nyert a Larvikban rendezett Európa-bajnokságon. A kontinenstornán húsz gólt szerzett.

## Sikerei, díjai
- Olimpiai bajnok: 2012
- Világbajnok: 2011, 2015
- Európa-bajnok: 2008, 2010
- Bajnokok ligája-győztes: 2011, 2021
  - 2. helyezett 2016
  - 3. helyezett 2019
- Norvég bajnokság győztese: 2010, 2011, 2012, 2013, 2014, 2015, 2018
- Norvég-kupa győztes: 2010, 2011, 2012, 2013, 2014, 2015, 2018
- Magyar bajnokság győztese: 2016
- Magyar-kupa győztes: 2016